# Václav Vrána
Václav Vrána (* 27. září 1942) je bývalý český fotbalista, útočník, reprezentant Československa. Jeho vnukem je fotbalový záložník a bývalý reprezentant Pavel Kadeřábek.

## Fotbalová kariéra
V československé reprezentaci odehrál v letech 1967–1970 dvě utkání, jednou nastoupil i za juniorskou reprezentaci. V lize odehrál 156 zápasů a dal 24 gólů. Celou kariéru strávil ve Spartě Praha (1963–1971), stal se s ní dvakrát mistrem Československa (1965, 1967). V Poháru mistrů evropských zemí nastoupil ve 12 utkáních a dal 1 gól, v Poháru vítězů pohárů nastoupil ve 2 utkáních dal 1 gól a v Poháru UEFA nastoupil v 7 utkáních a dal 1 gól. V nižších soutěžích hrál za Spartak Ústí nad Labem a TJ Spolana Neratovice.

## Ligová bilance
| Ročník                                   | Zápasy | Góly | Klub                   |
| ---------------------------------------- | ------ | ---- | ---------------------- |
| 1. československá fotbalová liga 1963/64 | 11     | 1    | Spartak Praha Sokolovo |
| 1. československá fotbalová liga 1964/65 | 24     | 3    | Sparta Praha           |
| 1. československá fotbalová liga 1965/66 | 21     | 3    | Sparta Praha           |
| 1. československá fotbalová liga 1966/67 | 12     | 1    | Sparta Praha           |
| 1. československá fotbalová liga 1967/68 | 23     | 4    | Sparta Praha           |
| 1. československá fotbalová liga 1968/69 | 23     | 3    | Sparta Praha           |
| 1. československá fotbalová liga 1969/70 | 13     | 7    | Sparta Praha           |
| 1. československá fotbalová liga 1970/71 | 29     | 2    | Sparta Praha           |
| Národní fotbalová liga 1972/73           | -      | -    | Spartak Ústí nad Labem |
| 2. československá fotbalová liga 1973/74 | -      | -    | Spartak Ústí nad Labem |
| CELKEM 1. československá liga            | 156    | 24   |                        |